# Вівіана Мартон
Вівіана Мартон (угор. Viviana Márton, нар. 16 лютого 2006, Тенерифе, Іспанія) — угорська тхеквондистка, олімпійська чемпіонка 2024 року.

## Виступи на Олімпіадах
| Олімпіада  | Дисципліна | Місце |
| ---------- | ---------- | ----- |
| Париж 2024 | до 67 кг   | 1     |